# Hanuš Schwaiger
Hanuš Schwaiger, křtěn Jan Petr Pavel (28. června 1854, Jindřichův Hradec – 17. června 1912, Bubeneč), byl český malíř, grafik a pedagog. Byl autorem olejomaleb, pastelů a kreseb, jednak portrétů, dále žánrů, národopisných studií lidí a krajiny. Přitahoval ho mýtus, rád maloval a kreslil pohádkové motivy a ilustroval knihy. Věnoval se také fresce (např. Svatý Jiří na zámku v Průhonicích z roku 1892).

## Život

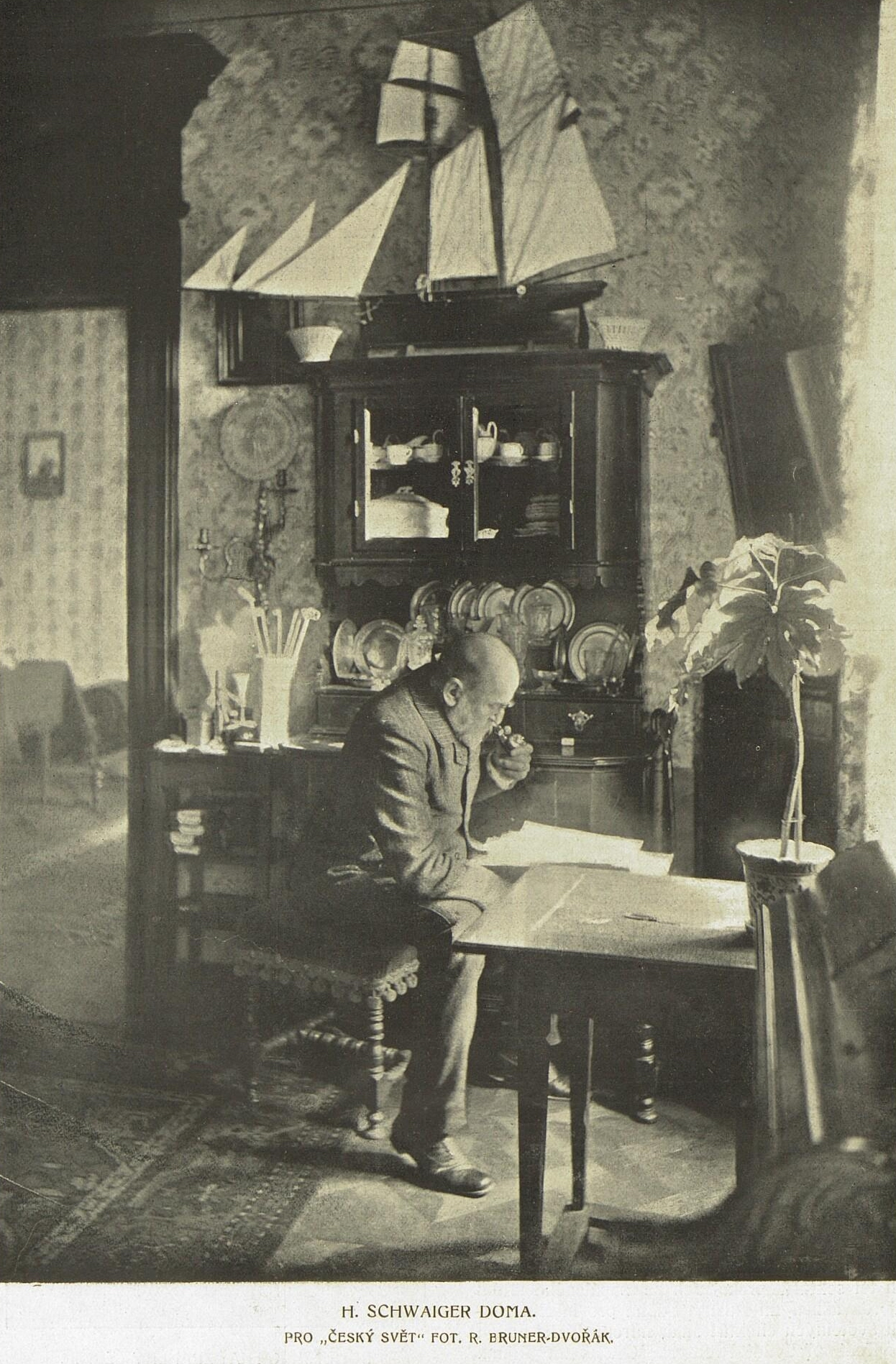
Hanuš Schwaiger (1907)

Hanuš Schwaiger se narodil v rodině movitého obchodníka se železem, který vlastnil obchody v Jindřichově Hradci i ve Vídni. Byl pokřtěn jako římský katolík na svátek svatých Petra a Pavla, proto dostal křestní jména těchto patronů. Od roku 1865 studoval na gymnáziu v Jindřichově Hradci, po dvou letech přešel na reálku v Českých Budějovicích. Již v té době bylo jeho velkou zálibou kreslení. Chodil na zámek k malíři Janu Seeovi, u kterého získal základy malířského řemesla, kopíroval obrazy a staré písemnosti ze zámeckého archivu. V roce 1873  Schwaiger odešel do Vídně, kde měl na přání rodičů studovat na obchodní akademii. Po dvou letech však utekl na Akademii výtvarných umění. Studoval u profesorů Wurzingera a Trenkwalda, ale největší vliv na jeho uvedení do uměleckého prostředí mělo přijetí do ateliéru profesora Hanse Makarta. Ten byl nejen  Schwaigerovým učitelem, ale také sponzorem. Zakoupil jeho kresby s motivem Krysaře z výroční výstavy Akademie v roce 1879, seznámil ho s důležitými osobnostmi, doporučil jeho práce známé vídeňské galerii Miethke. Schwaiger se mimo jiné  seznámil s Tomášem Masarykem, který ve Vídni pobýval mezi lety 1869–1882. Stali se velmi dobrými přáteli. Schwaiger ukončil studia roku 1881 a vrátil se k rodičům do Jindřichova Hradce. Přivezl s sebou ilustrace ke knize Geoffreyho Chaucera Canterburské povídky. Během letního pobytu na rodičovském statku v Horní Pěně začal pracovat na studiích k tématu Novokřtěnci v Münsteru. Novokřtěnci se stali jedním z důležitých námětů jeho díla, které později zpracoval v několika verzích. Následující tři roky střídavě pobýval na pozvání hraběte Wilczka na zámku Seebarn u Korneuburgu, doma v Čechách a ve Vídni. Pro hraběcí rod Larischů mezitím během krátkého pobytu začátkem roku 1884 pracoval na freskách pro jídelnu a kapli na  hradě Mittersil v Pinzgau. 
V roce 1886 začal spolupracovat s pražským nakladatelem Aloisem Wiesnerem a přesídlil do Prahy.  Kreslil ilustrace pro jeho pohádková alba a také přispíval kresbami do časopisů Zlatá Praha nebo Ruch. Pomáhal při otevření nové stálé galerie Ruch, kde měl v lednu 1887 samostatnou výstavu 72 prací. Pro Wiesnera také vytvořil svůj první skládací domácí oltářík.
V roce 1888  odjel na studijní cestu do Holandska a Belgie, odkud si přivezl náměty pro své obrazy Rybí trh nebo Steenfollská jeskyně. Pod dojmy z této cesty se jeho dílo od pohádkových námětů přiklánělo stále víc k realismu. Po návratu si zřídil ateliér ve Vodičkově ulici v Praze v zadním traktu Moravské vinárny, kterou provozoval Ludvík Masaryk. V sousedství měl ateliér Joža Uprka a oba zvali Schwaigera k pobytu na Moravském Slovácku. Schweiger, který se většinu života potýkal s finančními problémy, pozvání přijal. V Hroznové Lhotě se seznámil s učitelkou Josefinou Kučerovou (1866–1937), která se dne 12. ledna 1891 stala jeho manželkou. Krátce po svatbě se přestěhovali na Valašsko, do krajiny Hostýnských vrchů. Zpočátku bydleli v nadsklepním bytě v hotelu Říka ve Chvalčově, později jim majitel bystřického panství Arnošt von Loudon nabídl ubytování v bývalé hájence na Pasekách na svahu pod Hostýnem. Schwaigerovi zde strávili téměř 10 let, na zimu se vždy stěhovali do domu č. 71 na náměstí v Bystřici pod Hostýnem. Hanuš Schwaiger často maloval okolní přírodu a místní obyvatele, pro rodinnou kapli Loudonů na hřbitově vytvořil velký freskový triptych, je autorem nové úpravy slunečních hodin na bystřickém zámku. Pro majitele továrny na ohýbaný nábytek bratry Thonetovy, nakreslil šest akvarelů zobrazujících život v továrně, které byly veřejnosti představeny na světové výstavě v Paříži roku 1900. Vytvořil také  návrhy gobelínů pro  Moravskou gobelínovou manufakturu ve Valašském Meziříčí.
V roce 1892 pracoval několik měsíců v Průhonicích, kde na objednávku hraběte Silva-Tarouccy  vytvořil fresku sv. Jiří na fasádě zámku.  V roce 1896 uskutečnil druhou cestu do Nizozemí a na podzim následujícího roku navštívil jižní Tyrolsko a severní Itálii, kde z pověření knížete Lichtensteina kopíroval románské fresky v bazilice San Zeno ve Veroně. Olomoucký nakladatel a knihkupec Promberger vydal barevné reprodukce  Schwaigerovy Matky Boží Hostýnské a Sv. Cyrila a Metoděje.
Hanuš Schwaiger byl blízkým přítelem Tomáše Garrigue Masaryka; ten vlastnil nejméně devět malířových obrazů, Schwaiger je též autorem portrétů jeho rodičů. Dětský dojem z návštěvy malířova ateliéru ovlivnil i tvorbu Masarykova syna Herberta.  Na Schwaigerovo pozvání  Masaryk s rodinou strávil léto roku 1899 ve Chvalčově.
Císařským dekretem ze dne 19. září 1899 byl jmenován mimořádným profesorem technického kreslení na právě založené České vysoké škole technické v Brně. V letech 1902–1912 vyučoval jako profesor nově založeného ateliéru malby na Akademii výtvarných umění v Praze. Absolvovalo u něj 39 studentů.

Mezi jeho žáky patřili: Otakar Kubín, František Kysela, Antonín Procházka, Otto Stein, Canon Straschripka, Rudolf Kremlička, Oldřich Lasák, František Xaver Naske, František Hlavica, Václav Rabas, Rudolf Kremlička, Oldřich Blažíček, Vilém Šebor, Karel Reiss, Konstantin Stuchlík, František Antonín Jelínek, Vilém Kreibich Jaroslav Grus, Mořic Nágl nebo Josef Tříška.

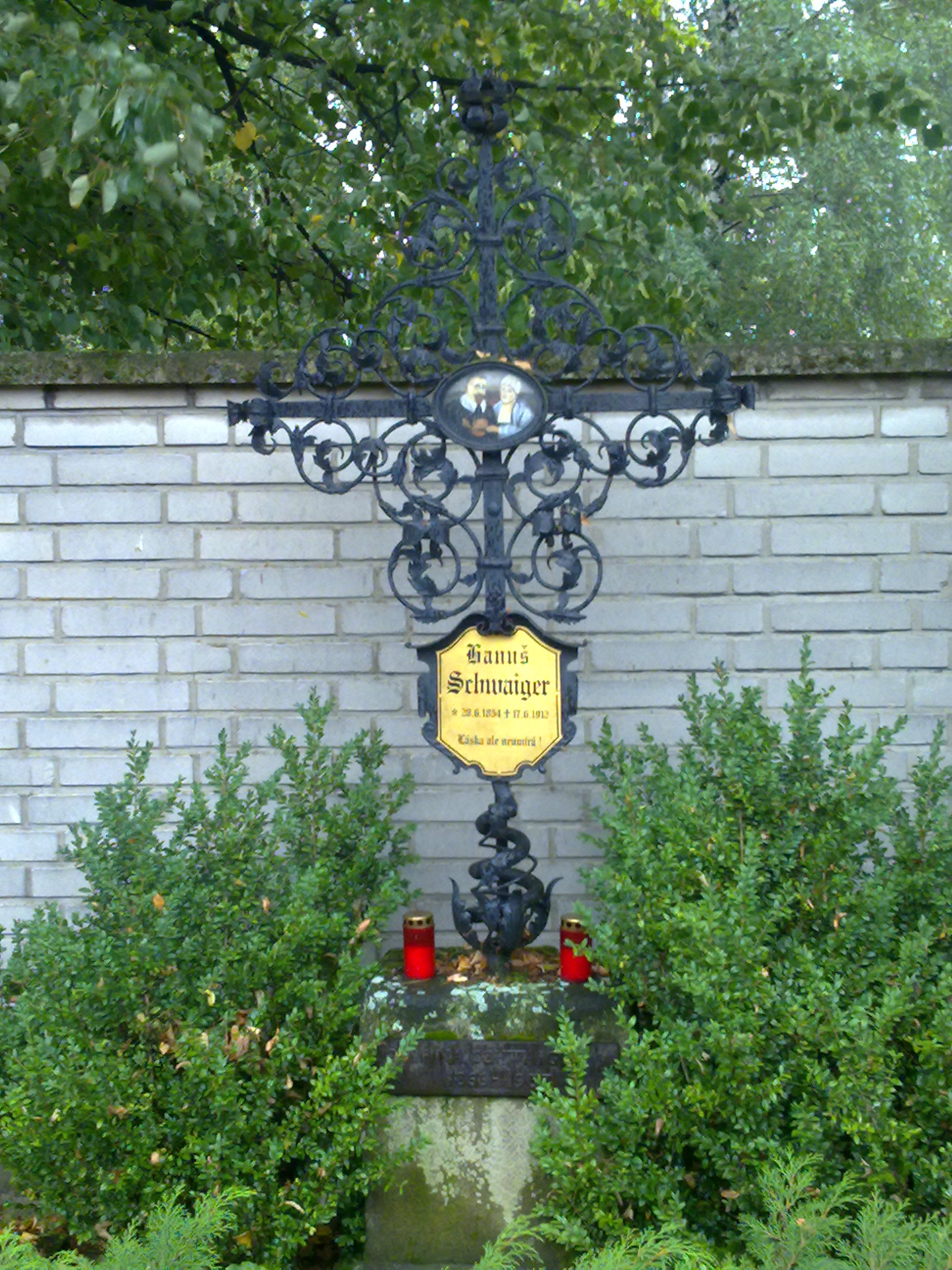
Hrob Hanuše Schwaigra na hřbitově v Bystřici pod Hostýnem

Od roku 1902 bydlel s manželkou ve svém domě se zahradou čp. 59/XIX  v Bubenči u Prahy, (nyní Schwaigerova ulice 3). Původně nájemný dům je ve štítu označený chybně „Villa Schwaiger“ a slouží jako hotel. V roce 1906 se podrobil operaci nádoru jazyka, poté ještě navštívil Bruggy a Antverpy. Jeho zdraví se však zhoršovalo, v letech 1910 a 1911 absolvoval letní léčebné pobyty v lázních. Zemřel 17. června 1912 ve svém bytě v Bubenči.    
Schwaigerovi byl vypraven pohřeb v Praze, ale na své přání byl pohřben na hřbitově v Bystřici pod Hostýnem. Jeho hrob je částí souboru chráněného jako kulturní památka.  Bylo po něm pojmenováno náměstí v Bystřici pod Hostýnem a na domě, kde přes zimu pobýval a tvořil, visí pamětní deska připomínající jeho pobyt.
V říjnu 1912  uspořádal SVU Mánes posmrtnou soubornou výstavu v Praze, na které bylo představeno 228 Schwaigerových prací.

## Dílo
Schwaiger byl ovlivněn prací starých mistrů, zejména Albrechta Dürera, Jana van Eycka, Pietera Breughela a dalších holandských a vlámských malířů.  To se projevuje v jeho práci se světlem, stínem a celkovým smyslem pro detail. Byl výborný kreslíř, což je patrné v jeho grafických dílech a kresbách, které často sloužily jako přípravné studie pro jeho obrazy. Schwaigerova tvorba se dá rozdělit do několika částí dle námětů, které zachycoval. Jednou z těchto částí je fantaskní a pohádková tvorba, která se začala rozvíjet již v počátcích jeho výtvarné kariéry. Obrazy plné drobných detailů zachycují různé pohádkové bytosti a postavy inspirované četbou starých pověstí. V roce 1879 jako žák vídeňské akademie nakreslil cyklus šesti perokreseb Krysař.  Později  do postavy krysaře Schwaiger  stylizoval sám sebe, jejím prostřednictvím se vysmíval spořádanému životu měšťanů. V roce 1881 vznikl akvarel Věčný Žid inspirovaný četbou básně. Novokřtěnci, rozměrný obraz s velkým množstvím postav. Tomuto tématu se věnoval od roku 1883 několik let. Mezi další známá díla patří obrazy jako Vodník, Koledníci, Čarodějnice, Krakonoš. Pro nakladatele Aloise Wiesnera ilustroval Pohádkové album (1885) a Nové pohádky (1889) Josefa Košína z Radostova. Byl autorem ilustrací i grafického konceptu knihy pohádek O hastrmanovi (1903), kterou napsala jeho manželka Josefína.
Druhou částí tvorby jsou realistické figurální studie a portréty lidí z různých společenských vrstev. Tento sociální realismus se začal nejvíce rozvíjet během jeho pobytu v Nizozemí roku 1888. Z tohoto pobytu se zachovaly skici a kresby například rybářů, švadlenek, trhovkyň či holandské chudiny. Kromě  figurálních námětů zaznamenal značný pokrok v plenérové tvorbě. Vznikly skici a obrazy zachycující konkrétní místa, architekturu a typický kolorit, jako například série Rybích trhů z Brugg.
Během pobytu na Valašsku v devadesátých letech 19. století byl krásou okolní přírody inspirován i ke krajinářské tvorbě.  Z tohoto období pochází např. Mlýn ve Chvalčově, Zahrada za valašským statkem, Statek na Rusavě, Valašský dvorek, Bystřice v zimě. Těžištěm jeho tvorby však zůstaly  portréty a studie  prostých lidí, těžce pracujících zemědělců a rázovitých postav opilců a chudáků, postupně přibyly i studie postav v lidových krojích (Chasník z Rusavy, Bystřický policajt Ejem).
Schwaiger je autorem fresek ve hřbitovní kapli Loudonů v Bystřici pod Hostýnem (triptych: V jeho středním dílu je variace na Hostýnskou Pannu Marii s erby rodu Loudonů, na křídlech postavy členů rodiny Loudonů a svatých patronů, na pozadí svatý Hostýn) a  na zdi zámku v Průhonicích (freska sv. Jiří Drakobijce na malém nádvoří, drobnější fresky s historickými scénami ve sklepech). 
Specifickým druhem jeho tvorby byly domácí oltáříky (pro rodinu Wiesnerovu, doktora Slavíka, rodinu Bechsteinovu). JUDr. Jan Slavík pomohl Schwaigerovi v tíživé finanční situaci, byl jeho přítelem i mecenášem. Schwaiger se mu revanšoval z větší části svými uměleckými díly. Třídílný oltář zachycuje Madonu s Ježíškem, ke které přicházejí postavy členů rodiny Slavíků, pozadí tvoří pohled na Jindřichův Hradec. Dílo se nedochovalo.

## Galerie

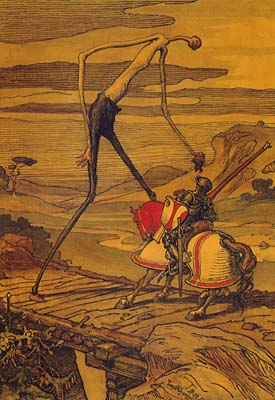
Dlouhý, Široký a Bystrozraký, 1896
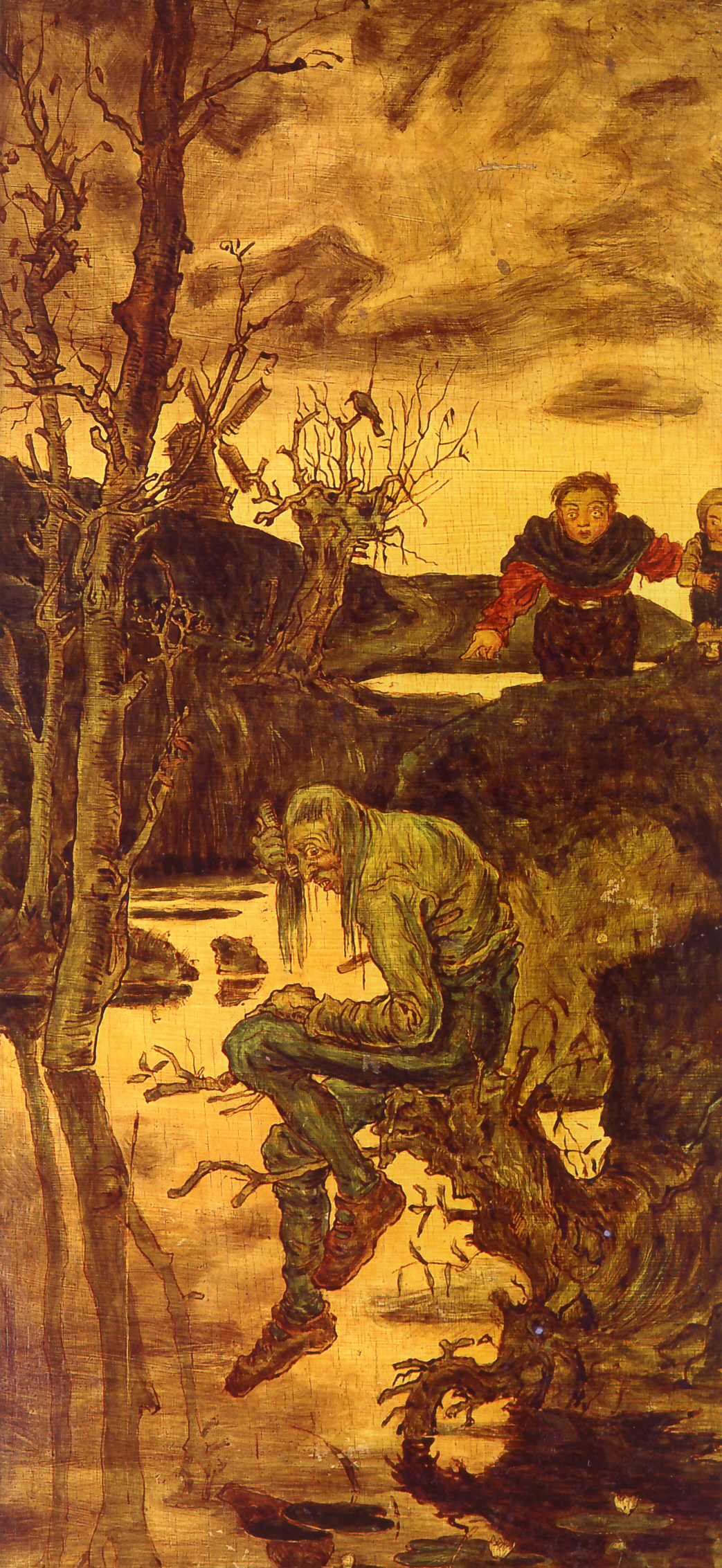
Vodník, 1885
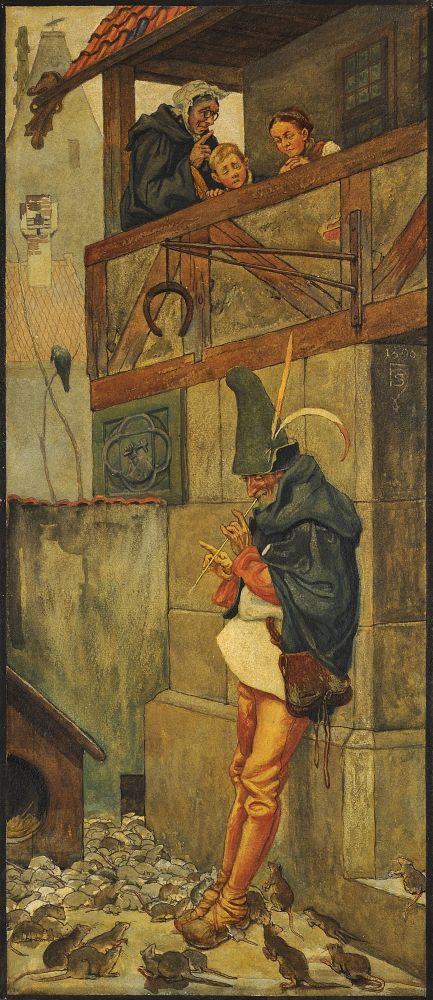
Krysař
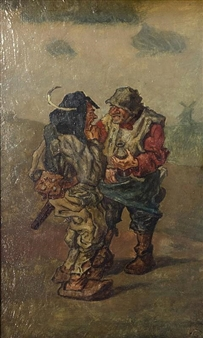
Staří přátelé, 1889
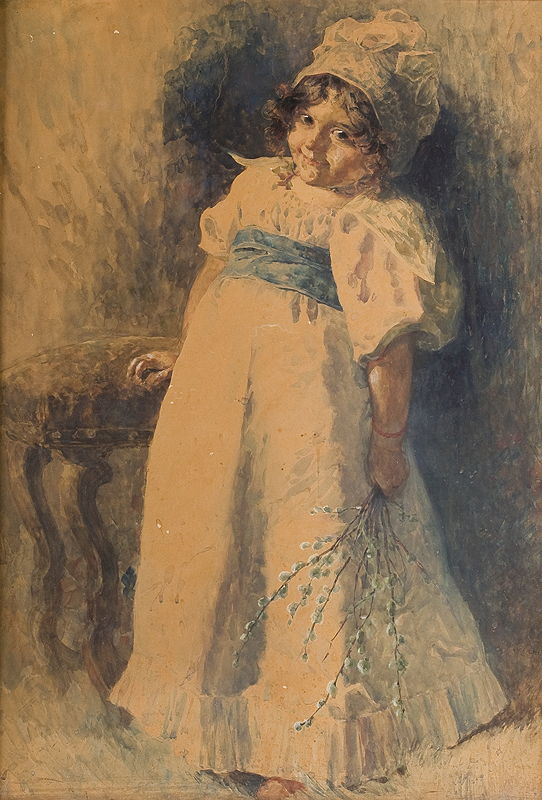
Alenka
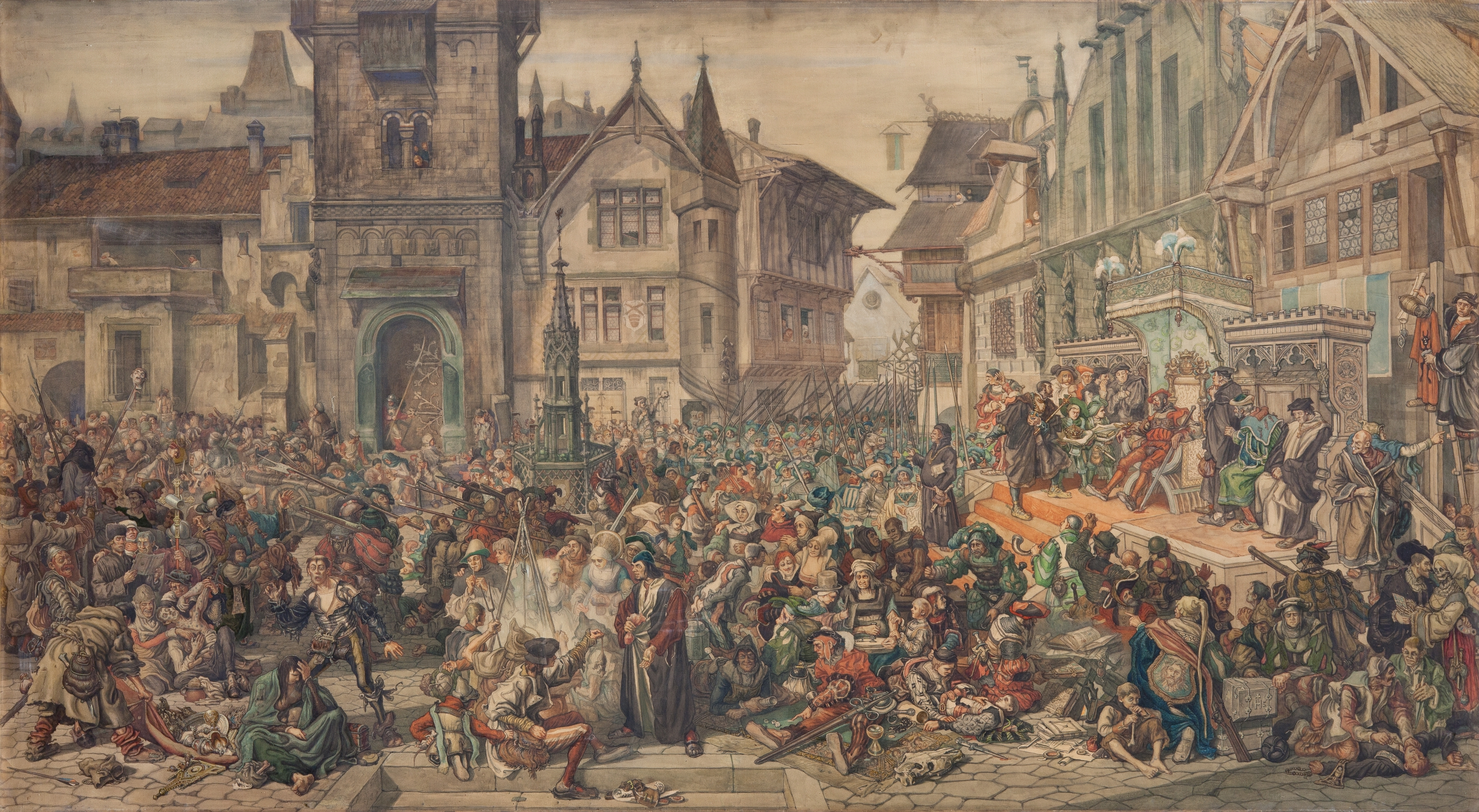
Novokřtěnci v Münsteru (1886)
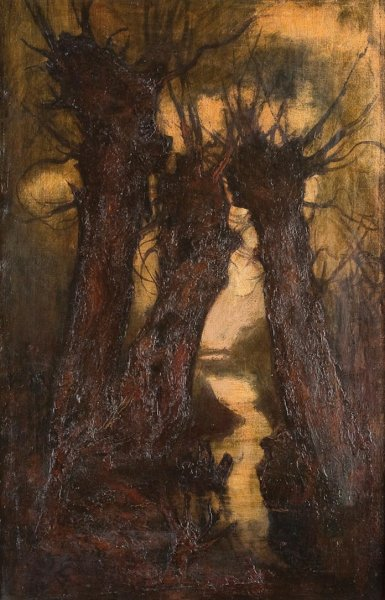
Vrby
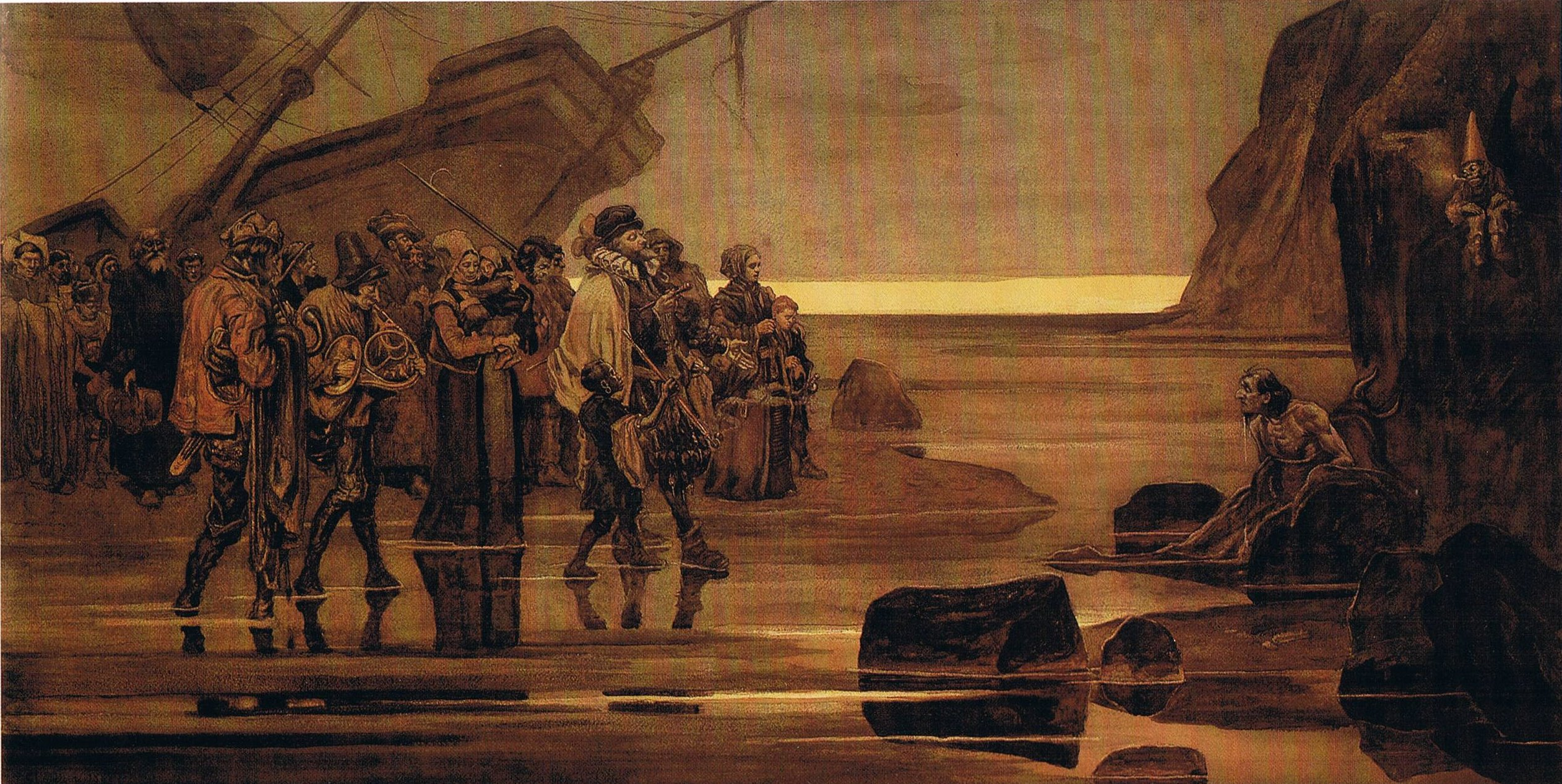
Jeskyně Steenfohl
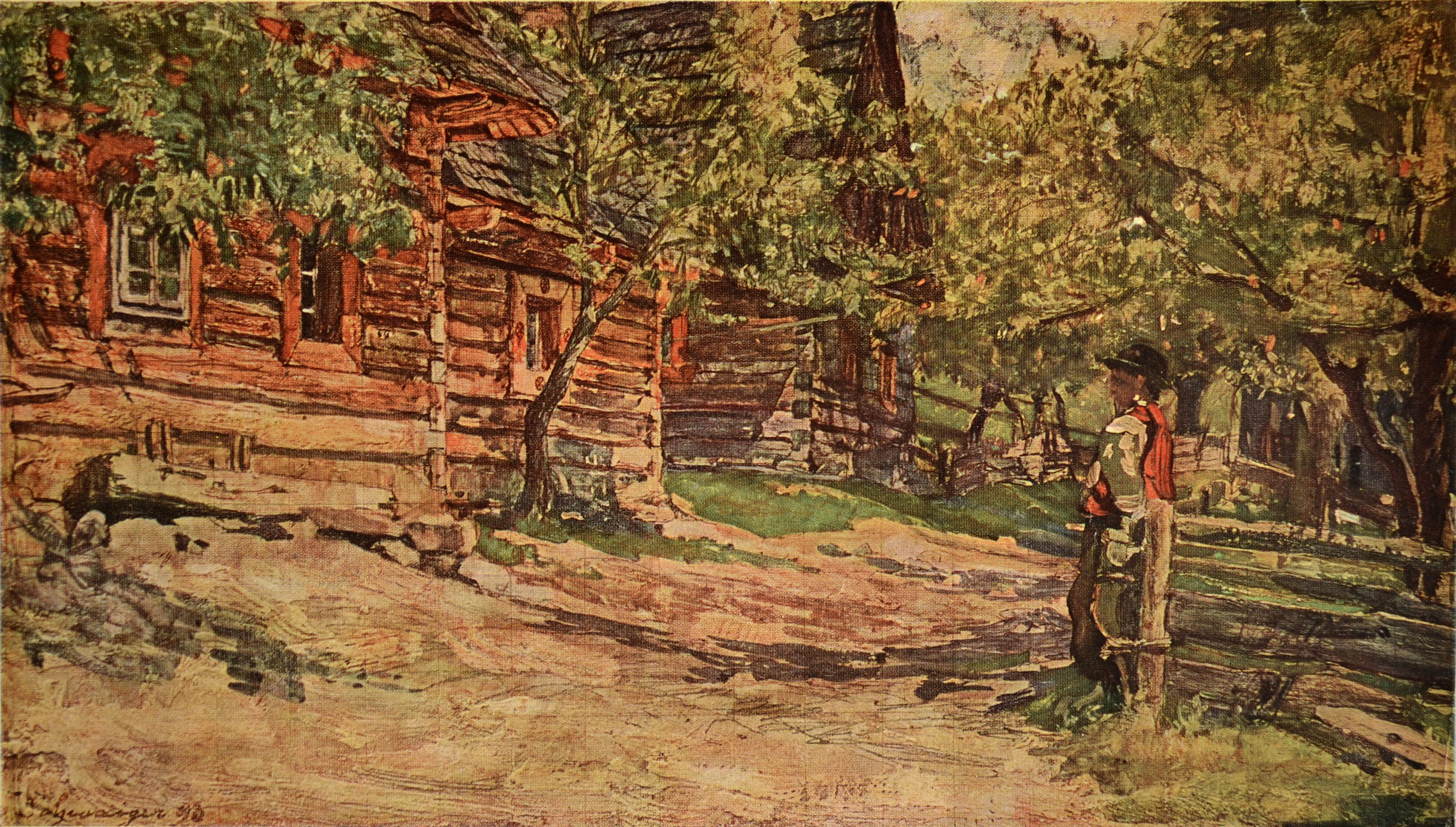
Valašský statek na Rusavě
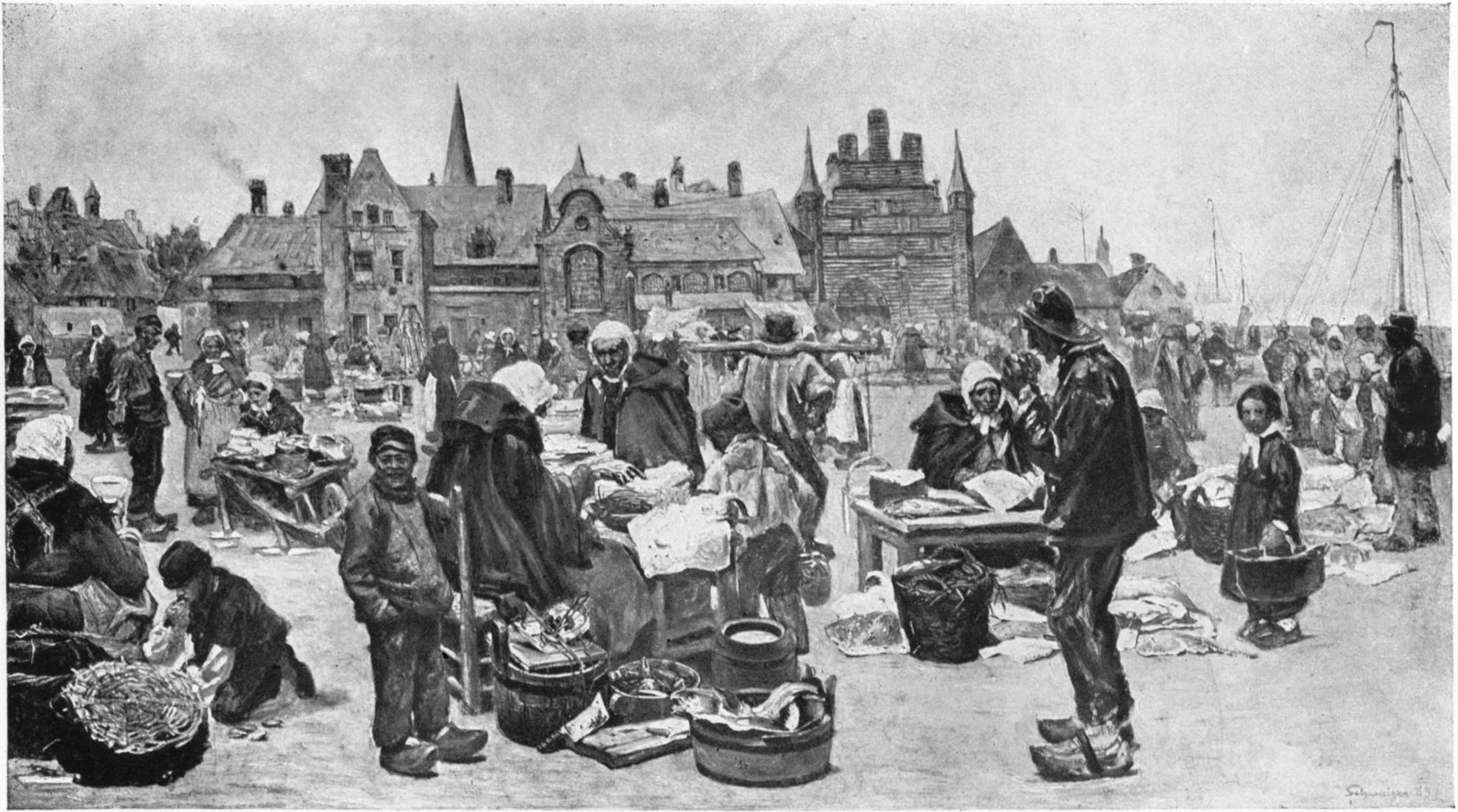
Rybí trh (Bruggy)
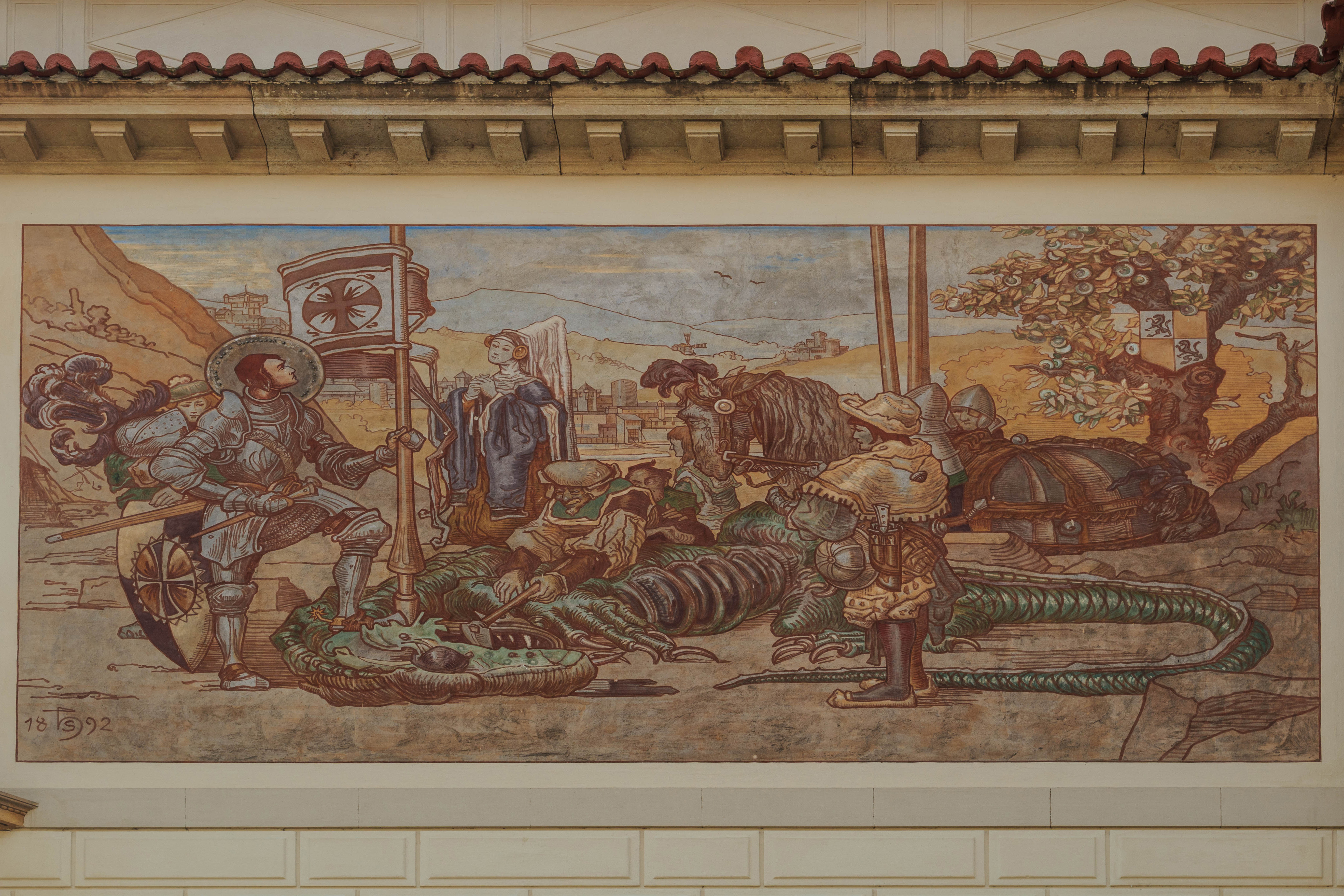
Freska na zámku v Průhonicích